# Blades
Blades è una città degli Stati Uniti, situata nella Contea di Sussex, nello Stato del Delaware. Secondo il censimento del 2000 la popolazione era di 956 abitanti. Fa parte dell'area micropolitana di Seaford.

## Geografia fisica
Secondo i rilevamenti dello United States Census Bureau, la città di Blades si estende su una superficie totale di 1,1 km², tutti quanti occupati da terre.

## Popolazione
Secondo il censimento del 2000, a Blades vivevano 956 persone, ed erano presenti 236 gruppi familiari. La densità di popolazione era di 850 ab./km². Nel territorio comunale si trovavano 393 unità edificate. Per quanto riguarda la composizione etnica degli abitanti, il 69,77% era bianco, il 21,76% era afroamericano, lo 0,52% era nativo, e l'1,05% era asiatico. Il restante 6,89% della popolazione appartiene ad altre razze o a più di una. La popolazione di ogni razza proveniente dall'America Latina corrisponde al 6,59% degli abitanti.
Per quanto riguarda la suddivisione della popolazione in fasce d'età, il 29,2% era al di sotto dei 18, il 9,2% fra i 18 e i 24, il 33,7% fra i 25 e i 44, il 20,9% fra i 45 e i 64, mentre infine il 7,0% era al di sopra dei 65 anni di età. L'età media della popolazione era di 33 anni. Per ogni 100 donne residenti vivevano 88,6 maschi.